# 千葉宗胤 (第三十七代当主)
千葉 宗胤（ちば むねたね、? - 文化4年3月19日（1807年4月26日））は、江戸時代後期の千葉氏第37代当主。第36代当主・千葉紀胤の子。 
宗胤は幕府に千葉介家再興を嘆願したが、聞きとげられる前に亡くなった。墓所は千葉県香取郡神崎町武田の高源院。